# Lucillella camissa
Lucillella camissa is een vlindersoort uit de familie van de prachtvlinders (Riodinidae), onderfamilie Riodininae.
Lucillella camissa werd in 1870 beschreven door Hewitson.